# Gregory Benford
Gregory Benford (nascido em 30 de janeiro de 1941, Mobile, Alabama) é um escritor estadunidense de ficção científica, astrofísico e contribuidor da revista Reason. Como um autor de ficção científica, Benford é mais conhecido pelos romances da saga galáctica Center (Galactic Center Saga), que iniciou com o romance In the Ocean of Night (1977). Esta série postula uma galáxia onde a vida orgânica e a vida mecânica estão em uma permanente guerra.

## Biografia
Benford obteve a sua licenciatura em física em 1963 pela Universidade de Oklahoma em Norman, Oklahoma. Ele participou recebeu um diploma de Ciências pela Universidade da Califórnia, San Diego em 1965 e um doutorado em 1967. No mesmo ano ele se casou com Joan Abbe. Benford esboçou vários personagens para seus romances depois de conhecer sua esposa, sendo a mais óbvia a heroína do romance Artifact. Ela morreu em 2002.
Benford tem um irmão gêmeo idêntico, Jim Benford, com quem colaborou na criação de várias histórias de ficção científica. Ambos começaram a escrever ficção científica, Benford é ateu.